# Taça 12 de Novembro 2019
Die Taça 12 de Novembro 2019 war die sechste Austragung des Fußball-Pokalwettbewerbs für osttimoresische Vereinsmannschaften. An der Saison nehmen insgesamt 20 Mannschaften teil. Titelverteidiger war Atlético Ultramar.
Das Pokalturnier begann am 7. Mai mit der ersten Runde und endete mit dem Finalspiel am 12. Oktober 2019. Dort gewann der FC Lalenok United mit einem 3:2-Sieg gegen Sport Laulara e Benfica seinen ersten Pokaltitel und nach dem Meistertitel 2019 auch das Double.

## Teilnehmende Mannschaften
Folgende Mannschaften nahmen am Pokal teil:
| LFA Primeira Divisão die 8 Vereine der Saison 2019                                                                               | LFA Segunda Divisão 12 Vereine der Saison 2019                           | LFA Segunda Divisão 12 Vereine der Saison 2019                                                     |
| Boavista FC Karketu Dili Atlético Ultramar (TV) AS Ponta Leste Sport Laulara e Benfica Académica FC Assalam FC FC Lalenok United | DIT FC Cacusan CF Sporting Clube de Timor FC Zebra FC Nagardjo Aitana FC | FC Lica-Lica Lemorai FC Estudante Fitun Lorosae FC Lero FC Porto Taibesse Kablaki FC Santa Cruz FC |

## Erste Hauptrunde
Die erste Hauptrunde wurde vom 7. bis zum 28. Mai 2019 ausgetragen. In der Klammer ist die jeweilige Ligaebene angegeben, in der der Verein in der Saison 2019 spielte.
|                                 | Ergebnis |                              |
| ------------------------------- | -------- | ---------------------------- |
| Atlético Ultramar (I)           | 4:1      | FC Zebra (II)                |
| Aitana FC (II)                  | 3:2      | FC Nagardjo (II)             |
| FC Lica-Lica Lemorai (II)       | 4:1      | Sporting Clube de Timor (II) |
| FC Estudante Fitun Lorosae (II) | 0:2      | Boavista FC (I)              |

## Zweite Hauptrunde
Die zweite Hauptrunde wurde vom 3. Juli bis zum 21. August 2019 ausgetragen. In der Klammer ist die jeweilige Ligaebene angegeben, in der der Verein in der Saison 2019 spielte.
|                           | Ergebnis |                             |
| ------------------------- | -------- | --------------------------- |
| Atlético Ultramar (I)     | 2:0      | FC Porto Taibesse (II)      |
| FC Lalenok United (I)     | 3:1      | Karketu Dili (I)            |
| Assalam FC (I)            | 9:1      | Cacusan CF (II)             |
| Aitana FC (II)            | 2:1      | AS Ponta Leste (I)          |
| FC Lica-Lica Lemorai (II) | 2:1      | FC Lero (II)                |
| Santa Cruz FC (II)        | 0:6      | Sport Laulara e Benfica (I) |
| DIT FC (II)               | 0:1      | Académica FC (I)            |
| Kablaki FC (II)           | 2:5      | Boavista FC (I)             |

## Viertelfinale
Das Viertelfinale wurde vom 28. August bis zum 19. September 2019 ausgetragen. In der Klammer ist die jeweilige Ligaebene angegeben, in der der Verein in der Saison 2019 spielte.
|                           | Ergebnis |                             |
| ------------------------- | -------- | --------------------------- |
| Atlético Ultramar (I)     | w/o 1    | FC Lalenok United (I)       |
| Assalam FC (I)            | 4:0      | Aitana FC (II)              |
| Académica FC (I)          | 1:2      | Boavista FC (I)             |
| FC Lica-Lica Lemorai (II) | 0:3      | Sport Laulara e Benfica (I) |

Anmerkung

## Halbfinale
Das Halbfinale wurde am 5. und 6. Oktober 2019 ausgetragen. In der Klammer ist die jeweilige Ligaebene angegeben, in der der Verein in der Saison 2019 spielte.
|                             | Ergebnis        |                 |
| --------------------------- | --------------- | --------------- |
| FC Lalenok United (I)       | 2:2 (4:2 i. E.) | Assalam FC (I)  |
| Sport Laulara e Benfica (I) | 1:1 (5:4 i. E.) | Boavista FC (I) |

## Finale
Das Finale fand am 12. Oktober 2019 im Stadion von Dili statt. Sport Laulara e Benfica war nach Toren von Mouzinho de Lima (13. Minute) und Paulo Gally (30.) mit 2:0 in Führung gegangen, bis Elias Misquita (48.) und Francisco da Costa (68.) für Lalenok United den Ausgleich erzielten. Das Siegtor für Lalenok schoss Italo Pimental in der Nachspielzeit der zweiten Halbzeit.
|                       | Ergebnis |                             |
| --------------------- | -------- | --------------------------- |
| FC Lalenok United (I) | 3:2      | Sport Laulara e Benfica (I) |